# Callichirus garthi
Callichirus garthi är en kräftdjursart som först beskrevs av Retamal 1975.  Callichirus garthi ingår i släktet Callichirus och familjen Callianassidae. Inga underarter finns listade i Catalogue of Life.